# 施霖 (1900年)
施霖（1900年—1935年5月10日），原名昌期，字雨林，福建福安人，中国共产党早期人物，中华人民共和国成立后被追授为烈士。